# Emerson, Lake & Palmer
Emerson, Lake & Palmer (zkráceně ELP) byla anglická progresivně rocková superskupina založená v Londýně v roce 1970. Skupinu tvořili Keith Emerson (klávesy) z kapely The Nice, Greg Lake (zpěv, baskytara, kytary, producent) z King Crimson a Carl Palmer (bicí, perkuse) z Atomic Rooster. S devíti zlatými deskami certifikovanými RIAA v USA a odhadovaným počtem 48 milionů prodaných desek po celém světě patří mezi nejpopulárnější a komerčně nejúspěšnější progresivní rockové skupiny 70. let, s hudebním stylem zahrnujícím adaptace klasické hudby s prvky jazzu a symfonického rocku, dominovaným Emersonovým okázalým využíváním Hammondových varhan, Moog syntezátoru a piana (i když Lake pro skupinu napsal několik akustických skladeb).
Kapela se dostala do povědomí po svém vystoupení na festivalu Isle of Wight v srpnu 1970. V prvním roce skupina podepsala smlouvu s E.G. Records (jejichž desky byly distribuovány prostřednictvím Island Records ve Spojeném království a Atlantic Records v Severní Americe) a vydala alba Emerson, Lake & Palmer (1970) a Tarkus (1971), která se obě dostala do první pětky britského žebříčku. Úspěch kapely pokračoval s alby Pictures at an Exhibition (1971), Trilogy (1972) a Brain Salad Surgery (1973, vydané na vlastním labelu Manticore Records). Po tříleté pauze vydali Works Volume 1 (1977) a Works Volume 2 (1977). Po albu Love Beach (1978) se skupina v roce 1979 rozpadla.
Kapela se částečně zreformovala v 80. letech jako Emerson, Lake & Powell, kdy Cozy Powell nahradil Palmera, jenž byl tehdy členem skupiny Asia. Robert Berry pak nahradil Lakea, zatímco Palmer se vrátil, čímž vzniklo uskupení 3. V roce 1991 se původní trojice znovu sešla a vydala další dvě alba, Black Moon (1992) a In the Hot Seat (1994), a příležitostně koncertovala mezi lety 1992 a 1998. Jejich poslední vystoupení proběhlo v roce 2010 na festivalu High Voltage v Londýně při příležitosti 40. výročí kapely. Emerson i Lake zemřeli v roce 2016, čímž Palmer zůstal jediným žijícím členem kapely.
Stylově byla kapela známá tím, že „[kombinovala] těžké riffy s klasickými vlivy.“ Bruce Eder z AllMusic napsal: „Jejich okázalost na deskách i ve studiu odrážela to nejlepší z tvorby tehdejších heavy metalových kapel, čímž dokazovali, že klasicko-rockoví hudebníci se dokážou ucházet o publikum na stadionové úrovni.“
Kromě vlastních skladeb, jako je suita Tarkus, aranžovali také klasické originály Bartóka, Janáčka, Bacha, Ginastery, Coplanda, Guldy, Sullivana, Orffa a Čajkovského.

## Sestava
- Keith Emerson – klávesy (varhany Hammond C3 a L100, Moog modular, Minimoog, varhany, klavír, Clavinet, celesta), akordeon
- Greg Lake – zpěv, baskytara, kontrabas, elektrická a akustická kytara, dvanáctistrunná kytara, horalský dulcimer, harmonika, pískání
- Carl Palmer – bicí, perkuse (tympány, konga, bonga, gongy, triangl, xylofon, hammered dulcimer, atd.)

## Diskografie
- Emerson, Lake & Palmer (1970)
- Tarkus (1971)
- Trilogy (1972)
- Brain Salad Surgery (1973)
- Works Volume 1 (1977)
- Works Volume 2 (1977)
- Love Beach (1978)
- Black Moon (1992)
- In the Hot Seat (1994)

## Galerie

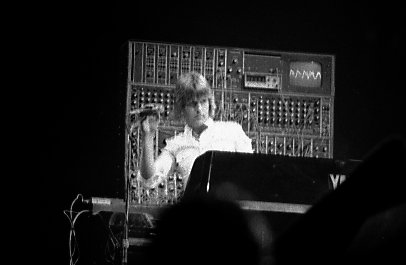
Keith Emerson
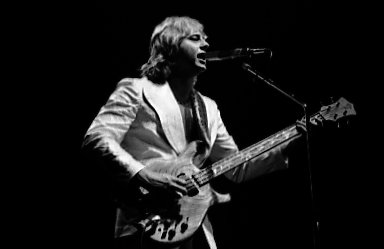
Greg Lake
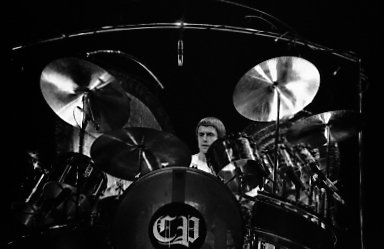
Carl Palmer